# Toussieux

Toussieux este o comună în departamentul Ain din estul Franței.